# Teatro Juárez de Zitácuaro
El Teatro Juárez de Zitácuaro es un edificio construido en 1896 e inaugurado en 1990 ubicado sobre la actual Avenida Hidalgo en la ciudad de Zitácuaro, es un recinto muy importante con un estilo moderno.
Fue construido e inaugurado en recuerdo del primer teatro que llevó el mismo nombre, el cual había sido construido en el siglo XIX, siendo este un icono de la ciudad por su arquitectura, pero a mediados del siglo XX un incendio marcaría el fin de ese recinto.

## Primer Teatro Juárez de Zitácuaro
Se comenzó a construir el 12 de marzo de 1896 en un terreno donado, ubicado sobre las calles Benedicto López, Crescencio Morales y Lerdo de Tejada. Para el mismo, se utilizaron principalmente materiales como piedra proveniente del primer templo con el que contó la ciudad, del cual se donaron todos sus materiales. Su estilo arquitectónico fue neoclásico. 
Fue inaugurado oficialmente el 15 de septiembre de 1990, a través de significativos actos cívicos, tal fue el caso el que el presidente de la república mexicana, presidió la ceremonia.
El recinto es el resultado de la unión de habitantes zitacuarenses para construir el teatro y tener la oportunidad de encaminar sus inquietudes cívicas de manera trascendente. Durante sus tiempos de apogeo era prestado para actividades políticas, cívicas y culturales. Se lo conoció como uno de los mejores teatros de aquella época, en el país.
Un incendio marcaría el fin del teatro, con la pérdida total del inmueble, pues se tuvo que dar la orden de ser derrumbado y retirarse los escombros. Fue hasta 2006 que se empezó a construir un teatro nuevo, pero con arquitectura moderna.

## Actual Teatro Juárez de Zitácuaro
Es un teatro inaugurado el 5 de febrero de 2016 por el presidente municipal Carlos Herrera Tello en compañía del gobernador del Estado de Michoacán Silvano Aureoles Conejo, se empezó a construir en el año 2006, durante 8 años estuvo en obra negra hasta 2014 se pudo volver a reanudar su construcción. El recinto depende de la Secretaria de Cultura del Estado de Michoacán, en el que se llevan a cabo conciertos, espectáculos, recitales y obras teatrales.
Cuenta con un estilo arquitectónico moderno, ingresando a la sala de presentaciones esta luce planta de herradura, y está compuesta propiamente por el área de butacas en el espacio central, palcos en niveles y el escenario. El recinto tiene capacidad para 800 personas cómodamente sentadas. Entre el equipamiento se hallan las vestiduras con telón de boca y piernas de escenario. Tiene 3 entradas principales, 2 por el segundo piso para dar acceso a los palcos, así como 2 salidas de emergencia